# Atletik under sommer-OL 2020 - 4×100 meter stafetløb (damer)
4×100 meter stafetløb for damer under Sommer-OL 2020 fandt sted den 5. august og 6. august 2021.

## Medaljefordeling
| Medaljetagere | Medaljetagere                                                                                                | Medaljetagere                                                                    | Medaljetagere |
| --- | --- | -------------------------------------------------------------------------------- | ------------- |
| Guld | Sølv | Bronze                                                                           |               |
| Jamaica · Briana Williams · Elaine Thompson-Herah · Shelly-Ann Fraser-Pryce · Shericka Jackson · Natasha Morrison* · Remona Burchell* | USA · Javianne Oliver · Teahna Daniels · Jenna Prandini · Gabrielle Thomas · English Gardner* · Aleia Hobbs* | Storbritannien · Asha Philip · Imani Lansiquot · Dina Asher-Smith · Daryll Neita |               |

## Turneringsformat
Der er kvalificeret 16 hold til konkurrencen, der bliver afviklet med 2 indledende heats og finalen. Efter de indledende heats går de tre bedste fra hvert heat og de to bedste tider direkte til finalen, hvor medaljerne bliver fordelt. 

## Tidsplan
Nedenstående tabel viser tidsplanen for afvikling af konkurrencen:

Japan Standard Time (JST), UTC +9
| Dato      | Tid   | Runde  |
| --------- | ----- | ------ |
| 5. august | 10:00 | Heats  |
| 6. august | 22:30 | Finale |

## Resultater

### Heat 1
| Placering | Bane | Nation         | Deltagere                                                                         | Reaktion | Tid   | Noter              |
| --------- | ---- | -------------- | --------------------------------------------------------------------------------- | -------- | ----- | ------------------ |
| 1         | 5    | Storbritannien | Asha Philip, Imani Lansiquot, Dina Asher-Smith, Daryll Neita                      | .132     | 41.55 | National rekord, Q |
| 2         | 4    | USA            | Javianne Oliver, Teahna Daniels, English Gardner, Aleia Hobbs                     | .140     | 41.90 | SB, Q              |
| 3         | 6    | Jamaica        | Briana Williams, Natasha Morrison, Remona Burchell, Shericka Jackson              | .180     | 42.15 | SB, Q              |
| 4         | 3    | Frankrig       | Carolle Zahi, Orlann Ombissa-Dzangue, Gémima Joseph, Cynthia Leduc                | .156     | 42.68 | SB, q              |
| 5         | 2    | Holland        | Nadine Visser, Dafne Schippers, Marije van Hunenstijn, Naomi Sedney               | .151     | 42.81 | SB, q              |
| 6         | 9    | Italien        | Irene Siragusa, Gloria Hooper, Anna Bongiorni, Vittoria Fontana                   | .143     | 42.84 | National rekord    |
| 7         | 8    | Japan          | Hanae Aoyama, Mei Kodama, Ami Saito, Remi Tsuruta                                 | .145     | 43.44 | SB                 |
| 8         | 7    | Ecuador        | Marizol Landázuri, Gabriela Anahí Suárez, Yuliana Angulo, Ángela Gabriela Tenorio | .141     | 43.69 | National rekord    |

### Heat 2
| Placering | Bane | Nation             | Deltagere                                                                        | Reaktion | Tid   | Noter            |
| --------- | ---- | ------------------ | -------------------------------------------------------------------------------- | -------- | ----- | ---------------- |
| 1         | 7    | Tyskland           | Rebekka Haase, Alexandra Burghardt, Tatjana Pinto, Gina Lückenkemper             | .216     | 42.00 | SB, Q            |
| 2         | 6    | Schweiz            | Riccarda Dietsche, Ajla del Ponte, Mujinga Kambundji, Salome Kora                | .166     | 42.05 | NR, Q            |
| 3         | 3    | Kina               | Liang Xiaojing, Ge Manqi, Huang Guifen, Wei Yongli                               | .137     | 42.82 | Q                |
| 4         | 8    | Polen              | Marika Popowicz-Drapała, Klaudia Adamek, Paulina Paluch, Pia Skrzyszowska        | .156     | 43.09 | SB               |
| 5         | 2    | Brasilien          | Bruna Jessica Farias, Ana Cláudia Lemos, Vitória Cristina Rosa, Rosângela Santos | .128     | 43.15 | Skabelon:AthAbbr |
| 6         | 4    | Nigeria            | Oluwatobiloba Amusan, Nzubechi Grace Nwokocha, Patience Okon George, Ese Brume   | .164     | 43.25 |                  |
| 7         | 5    | Danmark            | Mathilde Kramer, Astrid Glenner-Frandsen, Emma Beiter Bomme, Ida Karstoft        | .157     | 43.51 | National rekord  |
| 8         | 9    | Trinidad og Tobago | Khalifa St. Fort, Michelle-Lee Ahye, Kai Selvon, Kelly-Ann Baptiste              | .196     | 43.62 | SB               |

### Finale
| Placering | Bane | Nation         | Deltagere                                                                         | Reaktion | Tid   | Noter |
| --------- | ---- | -------------- | --------------------------------------------------------------------------------- | -------- | ----- | ----- |
| 1         | 8    | Jamaica        | Briana Williams, Elaine Thompson-Herah, Shelly-Ann Fraser-Pryce, Shericka Jackson | 0.188    | 41.02 | NR    |
| 2         | 6    | USA            | Javianne Oliver, Teahna Daniels, Jenna Prandini, Gabrielle Thomas                 | 0.132    | 41.45 | SB    |
| 3         | 5    | Storbritannien | Asha Philip, Imani Lansiquot, Dina Asher-Smith, Daryll Neita                      | 0.121    | 41.88 |       |
| 4         | 7    | Schweiz        | Riccarda Dietsche, Ajla del Ponte, Mujinga Kambundji, Salome Kora                 | 0.166    | 42.08 |       |
| 5         | 4    | Tyskland       | Rebekka Haase, Alexandra Burghardt, Tatjana Pinto, Gina Lückenkemper              | 0.196    | 42.12 |       |
| 6         | 9    | Kina           | Liang Xiaojing, Ge Manqi, Huang Guifen, Wei Yongli                                | 0.160    | 42.71 | SB    |
| 7         | 3    | Frankrig       | Carolle Zahi, Orlann Ombissa-Dzangue, Gémima Joseph, Cynthia Leduc                | 0.146    | 42.89 |       |
|           | 2    | Holland        | Nadine Visser, Dafne Schippers, Marije van Hunenstijn, Naomi Sedney               | 0.148    | DNF   |       |